# Erwin Albert
Erwin Albert, né le 27 mars 1954,  est un ancien footballeur allemand. Sa carrière terminée, il est devenu entraîneur.
Il a été le meilleur buteur du Championnat de Belgique en 1978-1979 avec 28 buts. Avec Beveren, Albert disputera une demi-finale de Coupe d'Europe des vainqueurs de coupe de football en 1978-1979 contre le FC Barcelone après avoir éliminé Ballymena United FC, HNK Rijeka et l'Inter Milan.

## Carrière comme joueur
- 1973-1977: 1. FC Hassfurt
- 1977-1978: Hertha BSC Berlin
- 1978-1986: KSK Beveren
- 1986-1990: 1. FC Schweinfurt 05

## Carrière comme entraîneur
- 1992-1993: 1. FC Schweinfurt 05
- 1999-2007: TSV Großbardorf
- 2007- : 1. FC Sand

## Palmarès
- Champion de Belgique: 1979 - 1984
- Coupe de Belgique: 1983
- finaliste de la Coupe de Belgique: 1980 - 1985
- Supercoupe de Belgique: 1979 - 1984
- Doublé Championnat de Belgique-Supercoupe de Belgique: 1979 - 1984